# Список одомашнених тварин
Список містить перелік одомашнених тварин, а також тих, які проходять процес одомашнення та/або мають значні відносини з людьми. Більшість одомашнених видів зазнали значних генетичних, поведінкових та/або морфологічних змін у порівнянні зі своїми дикими предками; в той час як інші мало змінилися, попри сотні або тисячі років потенційної селекції.

## Домашні тварини
| Загальна, наукова назва і ряд                                                                  | Дикий предок                                                                | Час одомашнення | Походження | Ціль | Фото | Ступінь і тип одомашнення | Чисельність        |
| ---------------------------------------------------------------------------------------------- | --------------------------------------------------------------------------- | --- | --- | --- | ---- | --- | ------------------ |
| Пес свійський (Canis lupus familiaris), Carnivora                                              | Canis lupus                                                                 | 40000–27000 років тому | Європа | Домашні тварини, полювання, оленярство, охорона, боротьба з шкідниками, транспорт, робота, шоу, гонки, спорт, рятування, обслуговування, бойові, м'ясо, дослідження, хутро |      | Приручення (з винятками), значні фізичні зміни, ймовірно, значні зміни в поведінці                                            | ▲525 млн. (2015)   |
| Вівця (Ovis aries), Bovidae                                                                    | Ovis orientalis                                                             | 11000–9000 до н.е. | Південно-Західна Азія                                                                                                 | вовна, м'ясо, молоко, шкіра, шкура, пергамін, домашні вихованці, шоу, гонки, дослідження, охорона, бої, декоративні                                                        |      | Деякі фізичні зміни | 1.17 млрд. (2014)  |
| Свиня свійська (Sus scrofa domesticus), Artiodactyla                                           | Sus scrofa                                                                  | 9000 до н.е. | Близький Схід, Китай                                                                                                  | м'ясо, шкіра, дослідження, шоу, гонки, бійки, трюфелі, домашні тварини |      | Деякі фізичні зміни | ▲1 млрд. (2015)    |
| Козел свійський (Capra aegagrus hircus), Bovidae                                               | Capra aegagrus                                                              | 8000 до н.е. | Близький Схід | молоко, м'ясо, волокно, шкіра, шоу, гонки, бійки, очищення землі, домашні тварини                                                                                          |      | Невеликі фізичні зміни | ▲924 млн. (2011)   |
| Корова (Bos primigenius taurus), Bovidae                                                       | Bos primigenius (вимерлий)                                                  | 8000 до н.е. | Європа, Азія і Північна Африка                                                                                        | м'ясо, молоко, шкіра, шкури, праця, оранка, кров, транспорт, удобрення ґрунту, боротьба, шоу, домашні вихованці                                                            |      | Деякі фізичні зміни | ▲1.47 млрд. (2013) |
| Зебу (Bos primigenius indicus), Bovidae                                                        | Bos primigenius (вимерлий)                                                  | 8000 до н.е. | Індія | м'ясо, молоко, шкіра, шкури, роботи, оранки, пергамін, кров, транспорт, удобрення ґрунту, боротьба, шоу, гонки                                                             |      | Значні фізичні зміни | —                  |
| Кіт свійський (Felis silvestris catus), Carnivora                                              | Felis silvestris lybica                                                     | 8000–7500 до н.е. | Близький Схід | домашні вихованці, боротьба з шкідниками, шоу, шкура, дослідження |      | Ручні, деякі фізичні зміни | ▲600 млн. (2015)   |
| Курка (Gallus gallus domesticus), Galliformes                                                  | Gallus gallus                                                               | 6000 до н.е. | Індійський субконтинент і Південно-Східна Азія                                                                        | м'ясо, яйця, пір'я, шкіра, шоу, гонки, декоративні, бійки, домашні вихованці                                                                                               |      | Деякі фізичні зміни, значні репродуктивні зміни                                                                               | ▲50 млрд. (2009)   |
| Кавія свійська (Cavia porcellus), Rodentia                                                     | Cavia tschudii                                                              | 5000 до н.е. | Перу | домашні вихованці, шоу, гонки, дослідження, м'ясо |      | Ручні, незначні фізичні зміни                                                                                                 | —                  |
| Віслюк (Equus africanus asinus), Equidae                                                       | Equus africanus                                                             | 5000 до н.е. | Єгипет | транспорт, робітники, оранка, монтаж, м'ясо, молоко, домашні вихованці, спорт, охорона                                                                                     |      | Невеликі фізичні зміни | 43.2 млн. (2011)   |
| Качка свійська (Anas platyrhynchos domesticus), Anseriformes                                   | Anas platyrhynchos                                                          | 4000 до н.е. | Китай | м'ясо, пір'я, яйця, домашні вихованці, шоу, гонки, декоративні |      | Значні фізичні зміни | —                  |
| Водяний буйвіл (Bubalus bubalis carabenesis), Bovidae                                          | Bubalus arnee                                                               | 4000 до н.е. | Індія, Китай | роботи, оранки, бої, м'ясо, шоу, гонки, молоко |      | В основному незмінний у порівнянні з дикими тваринами                                                                         | —                  |
| Кінь свійський (Equus ferus caballus), Equidae                                                 | Equus ferus                                                                 | 4000 до н.е. | Євразійські степи | транспортні послуги, м'ясо, праця, обслуговування, полювання, оранка, бійки, шоу, гонки, молоко, домашні вихованці                                                         |      | Ручні, деякі фізичні зміни, головним чином, у забарвленні                                                                     | ▼58.5 млн.         |
| Одногорбий верблюд (Camelus dromedarius), Camelidae                                            | Camelus dromedarius                                                         | 4000 до н.е. | Аравія | транспорт, робочі, мисливські, оранка, шоу, гонки, бійки, молоко, м'ясо |      | Ручні, кілька фізичних змін                                                                                                   | —                  |
| Шовкопряд шовковичний (Bombyx mori), Lepidoptera                                               | Bombyx mandarina                                                            | 3000 до н.е. | Китай | шовк, корм для тварин, домашні тварини, м'ясо |      | Ручні/в полоні, деякі фізичні зміни                                                                                           | —                  |
| Свійський голуб (Columba livia domestica), Columbiformes                                       | Columba livia                                                               | 3000 до н.е. | Середземномор'я | шоу, декоративні, посланники, м'ясо, гонки, домашні вихованці |      | Штучно вибраний на багатьох сортів, у тому числі м'ясних порід, перегонові/зв'язківські породи і химерні декоративні оперення | —                  |
| Гусак свійський (Anser anser domesticus), Anseriformes                                         | Anser anser та Anser cygnoides                                              | 3000 до н.е. для A. anser, Дата невизначена для A. cygnoides | Єгипет (A. anser), Китай (A. cygnoides)                                                                               | м'ясо, пір'я, яйця, шоу, охорона, домашні тварини |      | Значні фізичні зміни | —                  |
| Як (Bos grunniens), Bovidae                                                                    | Bos mutus                                                                   | 2500 до н.е. | Тибет, Непал | молоко, транспорт, робота, оранка, кріплення, гонки, бійки, м'ясо, волокно                                                                                                 |      | Ручні, незначні фізичні зміни                                                                                                 | —                  |
| Двогорбий верблюд (Camelus bactrianus), Camelidae                                              | Camelus ferus                                                               | 2500 до н.е. | Середня Азія (Афганістан)                                                                                             | молоко, транспорт, робота, полювання, оранка, бої, шоу, гонки, м'ясо, волосся                                                                                              |      | Ручні, кілька фізичних змін                                                                                                   | —                  |
| Лама (Lama glama), Camelidae                                                                   | Lama guanicoe                                                               | 2400 до н.е. | Перу | транспорт, робітники, м'ясо, шоу, спорт, домашні тварини, охоронці |      | Невеликі фізичні зміни | —                  |
| Альпака (Vicugna pacos), Camelidae                                                             | Vicugna vicugna                                                             | 2400 до н.е. | Перу | волокно, м'ясо, шоу, домашні вихованці |      | Значні фізичні зміни | —                  |
| Цесарка свійська (Numida meleagris), Galliformes                                               | Numida melegris                                                             | 2400 до н.е. | Африка | м'ясо, яйця, боротьба з шкідниками, шоу, сигналізація, домашні тварини |      | В основному незмінний від дикого населення                                                                                    | —                  |
| Фретка (Mustela putorius furo), Carnivora                                                      | Mustela putorius                                                            | 1500 до н.е. | Європа | домашні вихованці, полювання, боротьба з шкідниками, шоу, гонки |      | Ручні, незначні фізичні зміни                                                                                                 | —                  |
| Миша свійська, Rodentia                                                                        | Mus musculus                                                                | 1100 до н.е. | Китай | домашні вихованці, дослідження, гонки, корм для тварин |      | Ручні, значні фізичні зміни                                                                                                   | —                  |
| Берберський голуб (Streptopelia risoria), Columbiformes                                        | Streptopelia roseogrisea                                                    | 500 до н.е. | Північна Африка | шоу, домашні вихованці |      | Невеликі фізичні зміни | —                  |
| Бантенг (Bos javanicus domestica), Bovidae                                                     | Bos javanicus                                                               | Дата невизначена | Південно-Східна Азія, Ява                                                                                             | м'ясо, молоко, шоу, гонки, праця, оранка |      | Невеликі фізичні зміни | —                  |
| Бик гаур (Bos frontalis), Bovidae                                                              | Bos gaurus                                                                  | Дата невизначена | Південно-Східна Азія                                                                                                  | м'ясо |      | Невеликі фізичні зміни | —                  |
| Домашня індичка (Meleagris gallopavo), Galliformes                                             | Meleagris gallopavo                                                         | 180 н.е. | Мексика, США | м'ясо, пір'я, яйця, шоу, домашні вихованці |      | Значні фізичні зміни | —                  |
| Карась китайський (Carassius auratus auratus), Cyprinidae                                      | Carassius gibelio                                                           | 300 н.е. — 400 н.е. | Китай | домашні вихованці, шоу, гонки, декоративні |      | Ручні /в полоні, значні фізичні зміни                                                                                         | —                  |
| Кріль свійський (Oryctolagus cuniculus domesticus), Leporidae                                  | Oryctolagus cuniculus                                                       | 600 н.е. | Європа | Шкура, волокна, домашні тварини, шоу, гонки, дослідження, м'ясо |      | Ручні, значні фізичні зміни                                                                                                   | —                  |
| Домашня канарка (Serinus canaria domestica), Passeriformes                                     | Serinus canaria                                                             | 15 століття н.е. | Канарські острови, Європа                                                                                             | домашні вихованці, дослідження, шоу, видобуток корисних копалин, бої |      | Невеликі фізичні зміни | —                  |
| Бійцівська рибка сіамська (Betta splendens), Osphronemidae                                     | непевний вид з роду Betta                                                   | 19 століття н.е. | Таїланд | бойові, домашні тварини |      | Ручні /в полоні, дуже значні фізичні і незначні зміни в поведінці                                                             | —                  |
| Пацюк декоративний і Пацюк лабораторний, Rodentia                                              | Rattus norvegicus                                                           | 10 століття н.е. | Велика Британія | домашні вихованці, дослідження, шоу |      | Приручення, деякі фізичні та психологічні зміни                                                                               | —                  |
| Парчевий короп (Cyprinus carpio haematopterus), Cyprinidae                                     | Cyprinus carpio                                                             | 1820-ті н.е. | Японія | декоративні, шоу, домашні вихованці |      | Ручні /в полоні, значні фізичні зміни                                                                                         | —                  |
| Домашня лисиця (Vulpes vulpes), Carnivora                                                      | Vulpes vulpes                                                               | 1950-ті н.е. | Радянський Союз, Росія                                                                                                | Шкура, дослідження, домашні вихованці |      | Ручні, деякі фізичні зміни | —                  |
| Їжак хатній (Atelerix albiventris), Erinaceomorpha                                             | Atelerix albiventris                                                        | 1980-і роки н.е. | Центральна Африка і Східна Африка                                                                                     | домашні тварини |      | Невеликі фізичні зміни | —                  |
| Зяблик хатній (Lonchura striata domestica), Passeriformes'                                     | Lonchura striata                                                            | Невідомо. Можливо, були введені в Японію десь близько початку 18 століття | Японія | домашні вихованці, дослідження |      | Невеликі фізичні зміни | —                  |
| Гупі (Poecilia reticulata деякі штами)                                                         | Poecilia reticulata                                                         | Дата невизначена | Барбадос, Бразилія, Гаяна                                                                                             | домашні тварини |      | Проводиться / ручними в неволі, значні фізичні зміни                                                                          | —                  |
| Бджола медоносна                                                                               | Apis mellifera                                                              | Найімовірніше, Стародавній Єгипет. З іншого боку, деякі вчені вважають одомашнення бджіл, у кращому випадку, частковим. Бджолярі знайшли способи управління бджолами за допомогою вуликів, тоді як бджоли залишаються в основному незмінними у порівнянні з дикими родичами. | Вважається, що вид походить з Африки чи Азії, і він поширився природним шляхом через Африку, Близький Схід та Європу. | Мед |      | В основному незмінний у порівнянні з дикими тваринами                                                                         | —                  |
| Перепілка, у тому числі одомашнена — це колективна назва групи кількох невеликих видів птахів. | Найпоширеніша одомашнена перепілка — перепілка японська (Coturnix japonica) | | | Для виробництва м'яса та яєць; крім того, перепелів можна утримувати як домашніх тварин                                                                                    |      | | —                  |